# 志水堂
志水堂是历史上英国圣公会在中国杭州设立的多座教堂之一，位于西湖东北侧，断桥边的北山路23号，风景优美。1909年开堂。为纪念夏志水牧师兴建。
1949年以后，志水堂继续维持礼拜，至1956年聚会人数只有38人。1958年实行联合礼拜，志水堂被关闭，至1984年建设西湖环湖绿地时拆除了原教堂建筑。